# Amtsgarten Ottersleben
Der Amtsgarten Ottersleben, auch Böckelmannscher Park genannt, ist eine öffentliche Parkanlage der Stadt Magdeburg im Stadtteil Ottersleben.

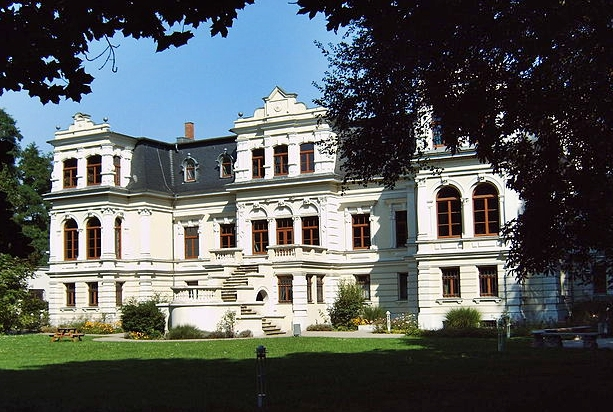
Böckelmannsche Villa

Die Anlage hat eine Größe von 2,5 ha und ist als englischer Landschaftsgarten mit bewusst einzeln gepflanzten Bäumen gestaltet. Sie wurde 1874 durch den Fabrikanten, Landwirt und Rittergutsbesitzer Wilhelm August Böckelmann angelegt, dessen 1893 errichtete Villa sich im Park befindet.
Der Park verfügt über einen Quellgraben mit einer teichartigen Erweiterung, der beim Ottersleber Teich in die Klinke mündet.
Der von einer Natursteinmauer umgebene Park umfasste ursprünglich auch einen Nutz- und Gemüsegarten, ein Brunnenhaus, sowie ein Gartenhaus mit Spielplatz.
In der Zeit der DDR wurde die Villa als Jugendherberge genutzt. Derzeit befindet sich dort ein Jugendbildungszentrum.